# Pantà d'Oliana
El Pantà d'Oliana és un embassament que pertany al riu Segre, creat per una presa situada entre els municipis d'Oliana i Peramola, que s'estén pels termes d'Oliana, Peramola i Coll de Nargó, a la comarca de l'Alt Urgell.
L'embassament fou construït per les Forces Hidroelèctriques del Segre, aprofitant el grau d'Oliana (pas estret entre serres).
La capacitat del pantà és de 101 hm³ i el salt, amb una potència instal·lada de 37.800 kW, produeix en anys normals 100 milions de kWh. Una altra finalitat del pantà és regular els cabals del riu i assegurar els regatges d'estiu dels canals d'Urgell.

## Història
El projecte de construcció data de 1935 però no fou fins a 1946 que s'inicien, modificant el projecte inicial. El 1953 hi hagué un fort aiguat que ennlentí les obres però finalment s'acaben el 1956. La seva innauguració oficial es fa el 30 de juny de 1959.
El cabal del pantà no és suficient i més tard es construí el Pantà de Rialb (1992-1999) deixant les poblacions de Peramola i Oliana entre dos pantans.

## Dades
- Aigua embassada (2008): 86 hm³[3]
- Aigua embassada (2009): 89 hm³[3]
- Aigua embassada (2014): 67 hm³[4]
- Aigua embassada (2016): 50 hm³[4]
- Aigua embassada (2018): 55 hm³[4]
- Aigua embassada (2019): 45 hm³[4]
- Aigua embassada (2021): 42,5 hm³[4]
- Aigua embassada (2023): 23,6 hm³[4]